# Čušperk
Čušperk – wieś w Słowenii, w gminie Grosuplje. 1 stycznia 2017 liczyła 197 mieszkańców.